# Flixtrain
Flixtrain è un operatore tedesco privato di servizi ferroviari a lunga percorrenza. È una filiale dell'operatore di autobus a lunga percorrenza Flixbus e sta integrando la rete di autobus con collegamenti ferroviari. 
L'azienda è strettamente legata a Flixbus con cui condivide i canali e le strutture di vendita, il marketing e la pianificazione della rete. 

## Storia
Nell'agosto 2017, Flixmobility ha ricevuto una licenza in Germania, come compagnia ferroviaria. 
Dopo la sospensione del servizio Hamburg-Köln-Express nell'autunno 2017, l'operatore Bahnouristikexpress ha inizialmente collaborato con Flixmobility. A tal fine, il collegamento Amburgo - Colonia è stato ripreso dal 22 dicembre 2017 al 2 gennaio 2018. Il treno dal 24 marzo 2018 viene effettuato tutti i giorni.
Le precedenti linee di Locomore e Hamburg-Köln-Express da aprile 2018 sono commercializzate con il marchio Flixtrain. Fino al 2018 la compagnia ha venduto circa 750.000 biglietti. L'occupazione media era del 70%. Il collegamento tra Berlino e Colonia è stato inaugurato il 23 maggio 2019; inizialmente solo con un paio di treni, ma poi l'offerta è stata ampliata nel corso dell'anno.

## Percorsi attuali
Nell'orario 2020, Flixtrain gestisce i treni su tre percorsi, ciascuno dei quali vede due treni al giorno. Ogni percorso è un collegamento interurbano a lunga distanza. 

## Ulteriori piani

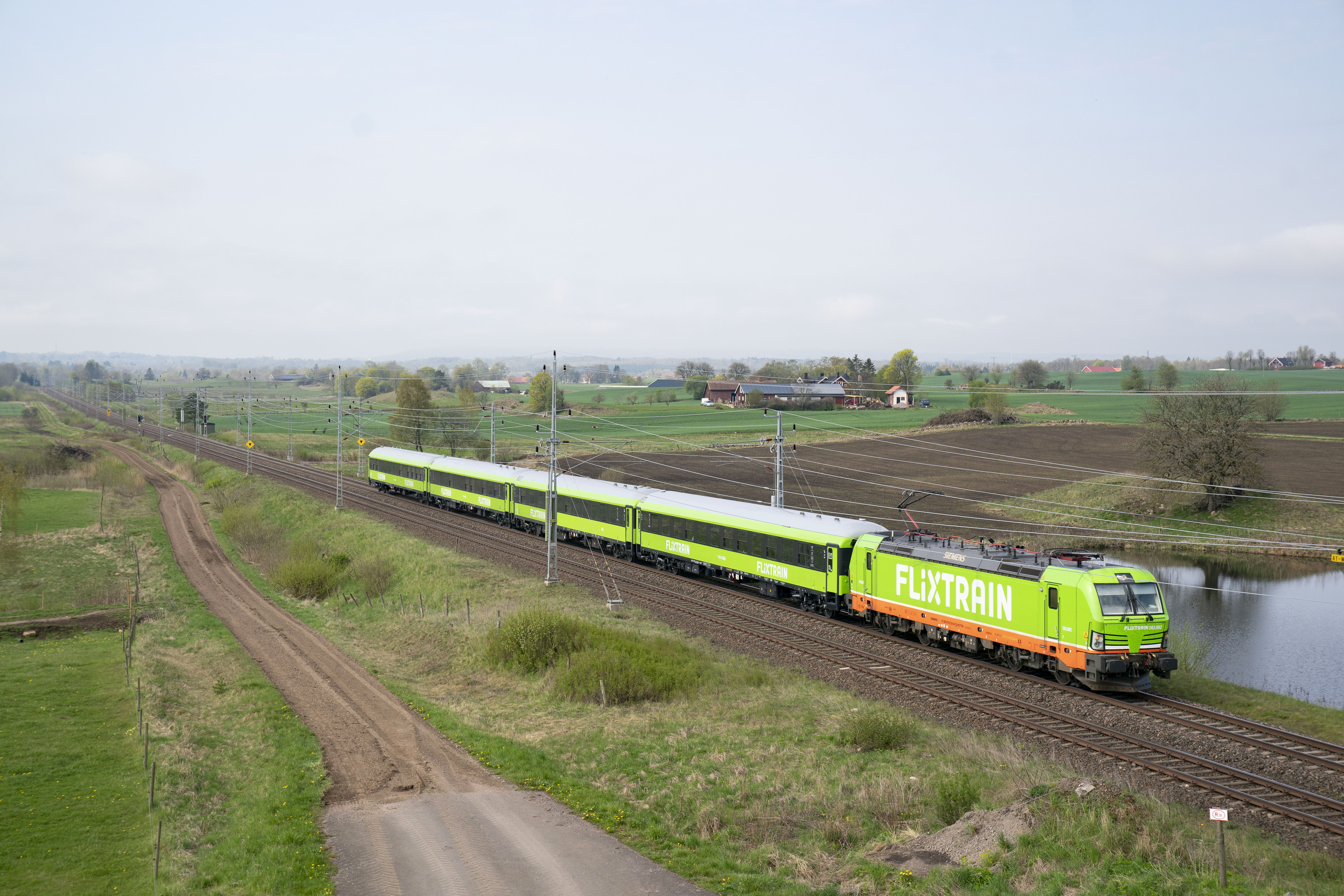
Flixtrain da Göteborg a Stoccolma Flemingsberg (maggio 2021)

FlixTrain ha pianificato di aggiungere sette nuove destinazioni alla sua rete ferroviaria con l'inizio di un nuovo orario a partire dal 15 dicembre 2019. È previsto un servizio Berlino - Stoccarda che femerà anche a Lipsia, Halle (Saale), Erfurt, Gotha, Eisenach e Lutherstadt Wittenberg. Si prevedeva inoltre di aggiungere alla rete anche Aquisgrana, a ovest di Colonia. Un nuovo servizio Amburgo - Stoccarda era previsto per la primavera del 2020. FlixTrain ha anche pianificato di entrare nel mercato ferroviario in Svezia con collegamenti per Stoccolma - Malmö e Stoccolma - Göteborg nella prima metà del 2020. Sarà possibile un'ulteriore espansione, ma i piani di estensione del network in Francia nel 2020 o nel 2021 sono stati rinviati, a causa dell'alto costo delle tracce ferroviarie, rispetto ad altri mercati europei.

## Materiale rotabile
Flixtrain non gestisce il proprio materiale rotabile ma si rifornisce di treni da società partner. Il materiale rotabile varia a seconda dell'operatore. 

### Leo Express
Per la sua rotta Berlino-Stoccarda FLX 10 Flixtrain si affida ai servizi di Leo Express Gmbh, una filiale tedesca dell'operatore privato ceco Leo Express. La Leo Express Gmbh è erede dell'operatore Locomore di cui aveva acquisito i beni. 
Inizialmente, c'era un viaggio giornaliero di andata e ritorno utilizzando un treno di carrozze. Dopo aver introdotto un secondo servizio giornaliero, è stato aggiunto un secondo treno. I treni sono composti dalle seguenti carrozze: 
- otto carrozze ex Locomore, ristrutturate e di proprietà di SRI Rail Invest e affittate a Locomore. Leo Express ha assunto i contratti di locazione.[3]

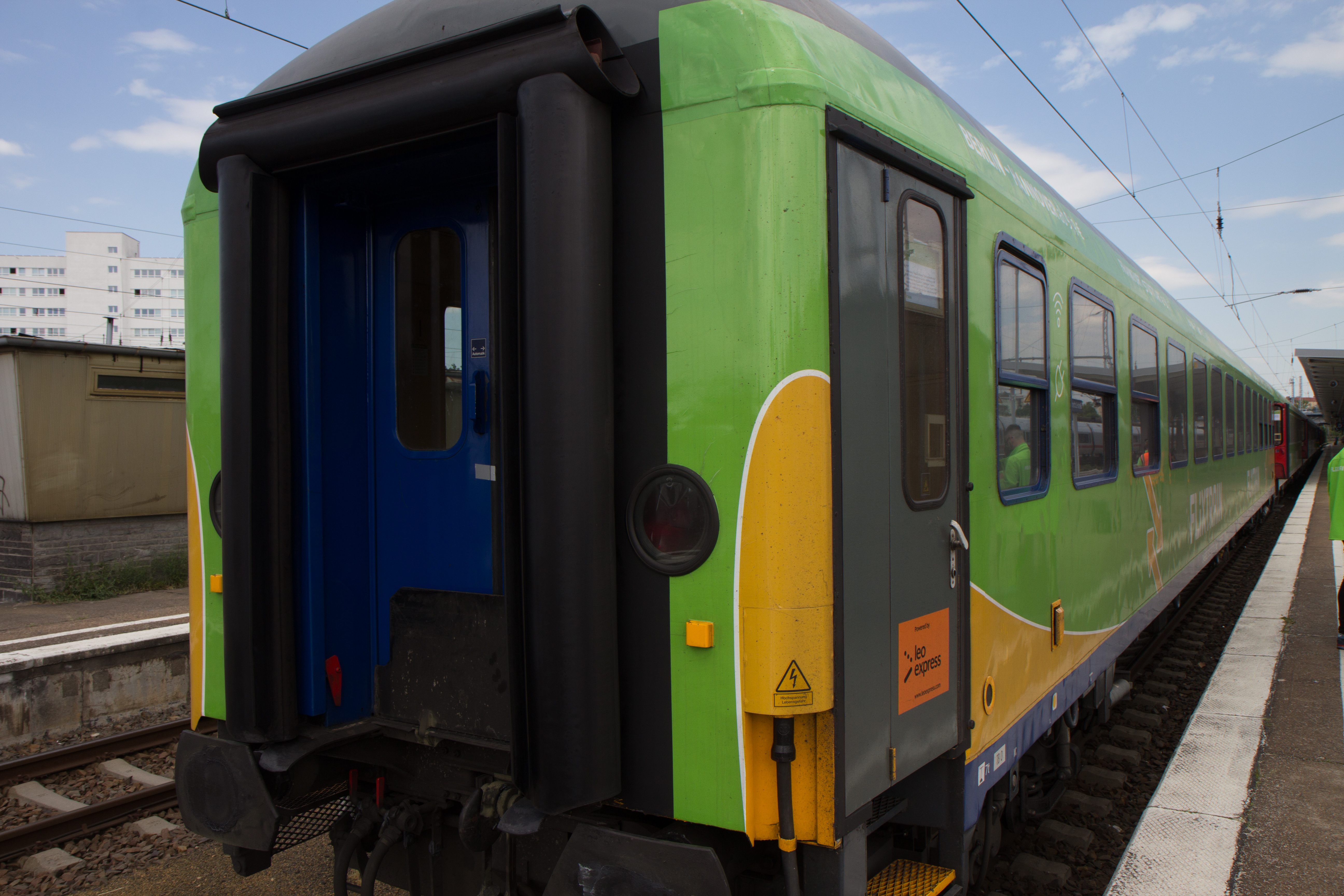
Carrozza ridipinta con livrea Leo Express
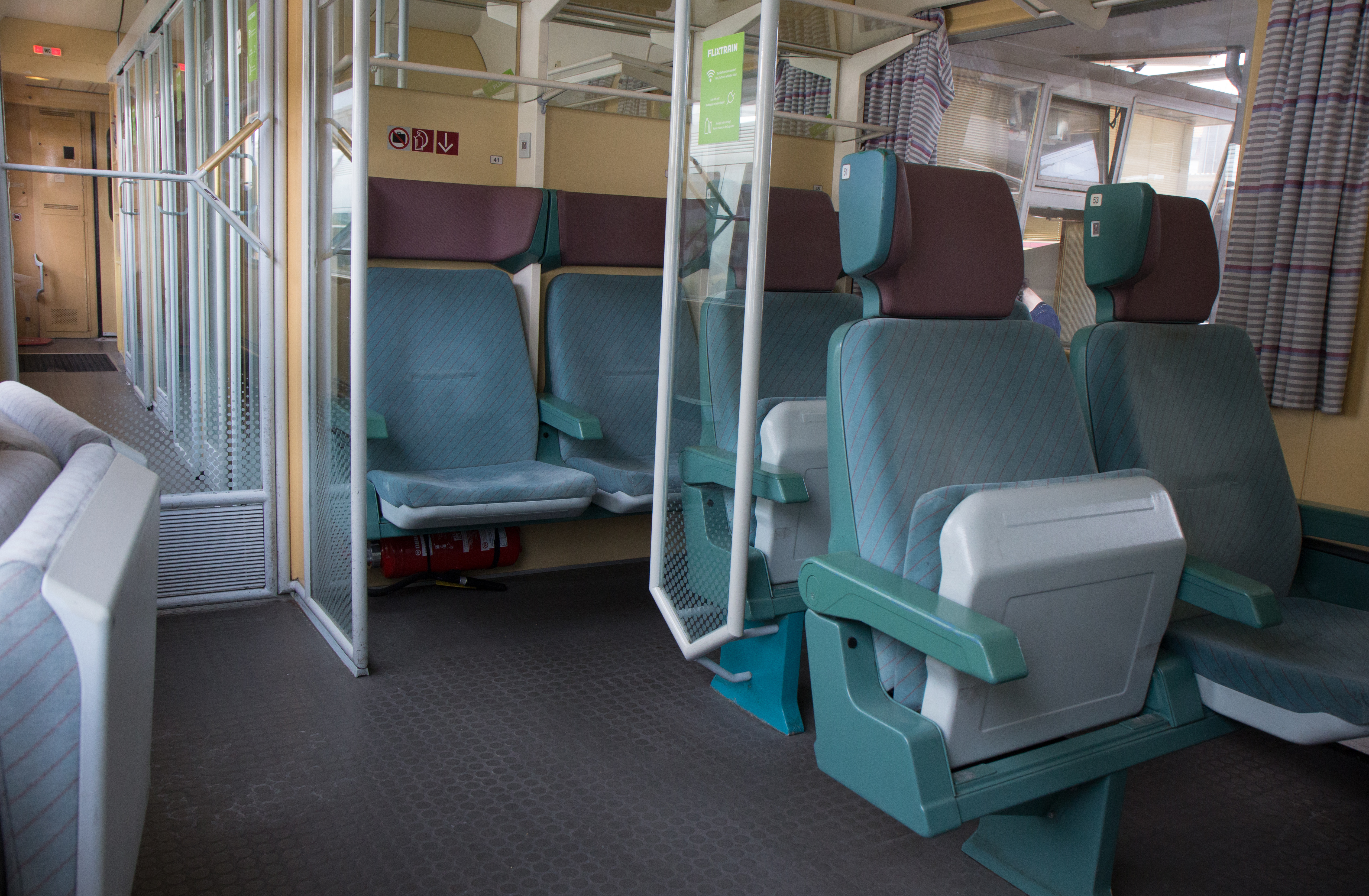
Carrozza Interregio non ristrutturata utilizzata tra Berlino e Stoccarda
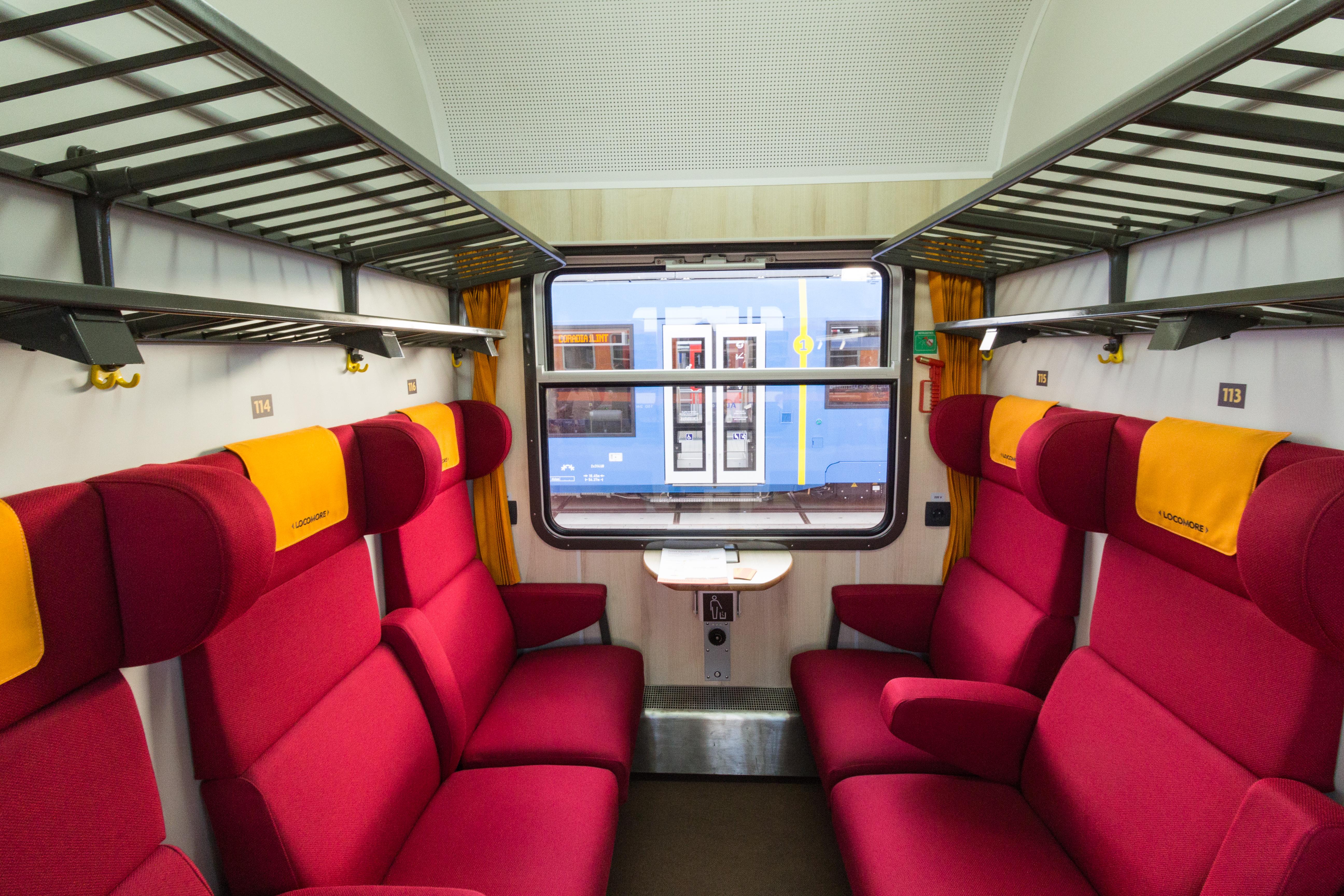
Carrozza ristrutturata precedentemente gestita da Locomore